# Catedral de la Ascensión (Rostov del Don)
La catedral de la Ascensión (en ruso, Вознесенский собор) es una iglesia ortodoxa rusa situada en Rostov del Don, Rusia. Este edificio constituye un notable ejemplo de la arquitectura neobizantina.
Fue construida en un lapso de 4 años, entre 1910 y 1913. El arquitecto fue Gregorio N. Vasiliev (1868 — 1932). La iglesia fue cerrada al culto en 1929 durante el régimen estalinista. Los oficios religiosos se reanudaron en 1942 durante la ocupación nazi de Rostov del Don. El templo sufrió serios desperfectos durante la Segunda Guerra Mundial. La parroquia renació en 1946. Cerca de la catedral construido el monumento en forma de columnas con el ángel.